# Masanobu Takayanagi
Masanobu Takayanagi (高柳 雅暢?, Takayanagi Masanobu; Tomioka, 17 febbraio 1974) è un direttore della fotografia giapponese.

## Biografia
Nato e cresciuto Tomioka, nella prefettura di Gunma, Ha frequentato brevemente l'Università del Tōhoku prima di decidere di intraprendere la propria carriera nell'industria cinematografica americana. Ispirato da libro Masters of Light: Conversations with Contemporary Cinematographers, è emigrato negli Stati Uniti intorno al 1996 per frequentare la scuola di cinema presso l'Università statale della California, presso il dipartimento di arti cinematografiche ed elettroniche, sebbene all'epoca non conoscesse la lingua inglese. Successivamente ha frequentato l'AFI Conservatory di Los Angeles, dove si è diplomato nel 2002.
Dopo aver lavorato per vari progetti a basso budget, nel 2005 Takayanagi è stato assunto come direttore della fotografia della seconda unità con sede a Tokyo per il film Babel con Rodrigo Prieto alla fotografia principale. In seguito ha lavorato sempre nella seconda unità dei film State of Play, Mangia prega ama, The Eagle e Monte Carlo. Il suo primo ruolo come direttore della fotografia dell'unità principale è stato in Warrior, seguito da The Grey, entrambi usciti nel 2011. Nel 2012 la rivista Variety lo ha inserito nella lista dei "10 cineasti da tenere d'occhio".
Nel 2015 è diventato un membro dell'American Society of Cinematographers.

## Filmografia
- Amar a morir, regia di Fernando Lebrija (2009)
- Monica Velour - Il grande sogno (Meet Monica Velour), regia di Keith Bearden (2010)
- Promises Written in Water, regia di Vincent Gallo (2010)
- Warrior, regia di Gavin O'Connor (2011)
- The Grey, regia di Joe Carnahan (2011)
- Il lato positivo - Silver Linings Playbook (Silver Linings Playbook), regia di David O. Russell (2012)
- Il fuoco della vendetta - Out of the Furnace (Out of the Furnace), regia di Scott Cooper (2013)
- True Story, regia di Rupert Goold (2015)
- Il caso Spotlight (Spotlight), regia di Tom McCarthy (2015)
- Black Mass - L'ultimo gangster (Black Mass), regia di Scott Cooper (2015)
- Hostiles - Ostili (Hostiles), regia di Scott Cooper (2017)
- Timmy Frana - Il detective che risolve ogni grana (Timmy Failure: Mistakes Were Made), regia di Tom McCarthy (2020)
- La ragazza di Stillwater (Stillwater), regia di Tom McCarthy (2021)
- Il canto del cigno (Swan Song), regia di Benjamin Cleary (2021)
- The Pale Blue Eye - I delitti di West Point (The Pale Blue Eye), regia di Scott Cooper (2022)
- Springsteen - Liberami dal nulla (Springsteen: Deliver Me From Nowhere), regia di Scott Cooper (2025)